# Ponte Cruzeiro do Sul
A Ponte Cruzeiro do Sul - Jornalista Ary Silva, numerada 14 (a 14 km do cebolão), é uma ponte que cruza o rio Tietê, na cidade de São Paulo, Brasil. Foi inaugurada em 25 de janeiro de 1967. Constitui parte do sistema viário da Marginal Tietê.
Ela interliga a porção norte da Avenida Cruzeiro do Sul, no distrito de Santana à porção sul da mesma avenida, no distrito do Pari. Está situada entre a Ponte das Bandeiras (13) e da Vila Guilherme (15), logo à frente da placa do km 14 da Marginal, sendo legível pelos que passam por ela. Anexado a ela está o trecho entre as estações Armênia e Portuguesa-Tietê, da Linha 1-Azul do Metrô.
Nesse mesmo lugar até 1964, foi o trecho de passagem da linha de trem do Tramway da Cantareira, com isso, a Ponte Cruzeiro do Sul aproveitou praticamente toda a estrutura da ponte do Tramway da Cantareira pertencente ao final do Século XIX. Uma forma de notar o aproveitamento da estrutura antiga ocorrido durante a construção da Ponte Cruzeiro do Sul são elementos estruturais com pilares existentes no Rio Tietê (na maioria dos casos das alças de sustentação de pontes do final do Século XIX e início do Século XX possuem arcos nas áreas em que atravessam rios) e nas pistas da Marginal Tietê e o fato da Ponte Cruzeiro do Sul ser baixa. Na época em que a Ponte Cruzeiro do Sul foi construída, a engenharia civil já construía pontes e viadutos altos e sem muitas alças de sustentações, o que não é caso da Ponte Cruzeiro do Sul, além de já ter o predomínio do concreto protendido, que é inexistente na construção da Ponte Cruzeiro do Sul.
Pela Lei Municipal 15.161/2010 sua denominação passou a ser Ponte Cruzeiro do Sul - Jornalista Ary Silva em homenagem ao jornalista, comentarista esportivo, vereador, deputado estadual, fundador da A Gazeta da Zona Norte e morador da região. Entre suas iniciativas está o empenho na elaboração, aprovação e execução da Lei 6.400 de 1963, que permitiu o alargamento da Av. Cruzeiro do Sul e construção da Ponte. Faleceu em abril de 2001.